# Wikiversity
Wikiversity er et projekt etableret af Wikimedia Foundation, der ønsker af skabe et frit universitet ved hjælp af  wikiteknik. Projektet er flersprogligt og omfatter foreløbig 17 sprog, dog ikke dansk. 

## Eksterne links
- Wikiversity, portal